# Degaña (Asturien)
Degaña ist eine Gemeinde der autonomen Region Asturien in Spanien im Gerichtsbezirk Cangas del Narcea.
Die Gemeinde ist begrenzt von Cangas del Narcea im Norden, im Westen von Ibias, im Süden und Osten von Kastilien und León.

## Geschichte

### Wappen
- links oben: das Wappen der Familie Quiñones
- rechts oben: das Wappen der Familie Queipo de Llano
- links unten: erinnert an den Viehreichtum der Gegend
- rechts unten: erinnert an den Bergbau

### Bis zum Mittelalter
Wie beinahe überall in Asturien bestätigen Funde aus der Steinzeit die frühe Besiedelung der Region. Mehrere Hügelgräber sind noch heute zu erkennen.

Auch die Römer hatten hier mehrere Kastelle mit einer entsprechenden Infrastruktur, die das benachbarte Ibias mit seinen Goldminen verband. Noch immer bestehen Brücken, welche noch heute benutzt werden.

### Bis heute
Der Ort wird in wenigen mittelalterlichen Quellen erwähnt. Zum ersten Mal taucht er 912 in einer Urkunde des Klosters von Santiago de Degaña auf. Die Echtheit wird jedoch in Fachkreisen angezweifelt.
Im 13. Jahrhundert gehörte Degaña zum Königreich León. Die Beziehungen haben sich bis heute fortgesetzt. Die Familien Quiñones und Queipo waren bis Anfang des 19. Jahrhunderts die beherrschenden Adelshäuser der Region, was auch im heutigen Wappen noch immer zu sehen ist.

## Geologie

### Grund und Boden
Die Bergzüge der Picos: Grallos (1.866 m), Chagonacho (1.870 m), Rubio (1.863 m) und die Berge der Cordillera Cantábrica: Moreda (1.859 m), Bóveda (1.923 m) und der Peña de Trayecto (1.698 m) sind die beherrschenden geologischen Formationen.

### Flüsse und Seen
Der Rio Ibias ist der größte Fluss der Gemeinde, weitere Flüsse sind:
Rio Las Corradas, Regueira de Vasa, Rio Regueiran

### Verkehrsanbindung
- Nächster internationaler Flugplatz: Flughafen León.
- Haltestellen der FEVE sind in jedem Ort.
- Die AS-15 ist die Hauptverkehrsstraße der Gemeinde.

## Politik
Die neun Sitze im Gemeinderat sind wie folgt verteilt:
| Partei                      | 1979 | 1983 | 1987 | 1991 | 1995 | 1999 | 2003 | 2007 | 2011 | 2015 |
| --------------------------- | ---- | ---- | ---- | ---- | ---- | ---- | ---- | ---- | ---- | ---- |
| CD / AP / PP                | 0    | 1    | 0    | 1    | 0    | 2    | 1    | 3    | 4    | 1    |
| PSOE                        | 4    | 3    | 6    | 4    | 4    | 3    | 3    | 3    | 4    | 3    |
| PCE / IU-BA / IU-Los Verdes | 2    | 2    | 1    | 3    | 5    | 4    | 3    | 3    | 1    | 2    |
| UCD / CDS                   | 4    |      | 1    |      |      |      |      |      |      |      |
| CIC                         |      |      | 1    |      |      |      |      |      |      |      |
| PAS-UNA                     |      |      |      | 1    |      |      |      |      |      |      |
| URAS                        |      |      |      |      |      |      | 2    |      |      |      |
| Parteilose                  | 1    | 3    |      |      |      |      |      |      |      |      |
| PCPE                        |      |      |      |      |      |      |      |      |      | 2    |
| FAC                         |      |      |      |      |      |      |      |      |      | 1    |
| Total                       | 11   | 9    | 9    | 9    | 9    | 9    | 9    | 9    | 9    | 9    |

## Wirtschaft
Seit alters her ist die Landwirtschaft, hier ganz besonders die Viehwirtschaft mit all ihren Nebenbetrieben wie Molkereien, Käsereien usw. die Haupteinnahmequelle der Gemeinde. Der größte Arbeitgeber ist noch heute der Bergbau, welcher im benachbarten Villablino noch heute Minen betreibt. Das Dienstleistungsgewerbe mit der Tourismusindustrie ist auch hier die Sparte mit dem größten Wachstum.
| TOTAL | 543 | 100   |
| Ackerbau, Viehzucht und Fischerei                                                                            | 19  | 3,50  |
| Industrie | 394 | 72,56 |
| Bauwirtschaft                                                                                                | 27  | 4,97  |
| Dienstleistungsbetriebe                                                                                      | 103 | 18,97 |
| Daten aus dem Statistischen Amt für Wirtschaftliche Entwicklung in Asturien, Stand 2009 (PDF; 112 kB), SADEI |     |       |

## Bevölkerungsentwicklung der Gemeinde
| Grafische Entwicklung der Gemeinde Degaña |
| ----------------------------------------- |
|                                           |

## Sehenswertes
- Pfarrkirche Santa María in Cerredo
- Kirche Santiago Apóstol in Degaña
- Kirche San Luis in Tablado

## Feste und Feiern
- 25. Juli – Feria de Santiago in Degaña
- 6. August – Feria de El Salvador in Fondos de Vega
- 16. August – Feria de San Roque in Cerredo
- 19. August – Feria de San Luis in Tablado
- 8. September – Feria de Covadonga in Cerredo

## Parroquias
Die Gemeinde ist in 3 Parroquias unterteilt:
- Cerredo 42° 56′ 46″ N, 6° 29′ 25″ W
- Degaña 42° 56′ 24″ N, 6° 34′ 14″ W
- Tablado 42° 57′ 34″ N, 6° 38′ 48″ W